# HD 222602
HD 222602，又名BD+06 5183，SAO 128335、HR 8983，是一颗恒星，视星等为5.89，位于銀經94.37，銀緯-51.72，其B1900.0坐标为赤經23h 36m 50.9s，赤緯+6° -51.72′ 49″。